# Verseifungszahl

Fettverseifung

Die Verseifungszahl (VZ) ist eine Kennzahl zur chemischen Charakterisierung von Fetten und Ölen. Sie wird zu deren Reinheitsprüfung und Qualitätskontrolle herangezogen. Die Verseifungszahl ist ein Maß für die in einem Gramm Fett  gebundenen und frei vorkommenden Fettsäuren. Sie gibt an, wie viel Milligramm an Kaliumhydroxid (KOH) notwendig sind, um die in einem Gramm des jeweiligen Fetts enthaltenen freien Fettsäuren zu neutralisieren und die vorhandenen Esterbindungen zu spalten (Verseifung). Je kleiner die mittlere molare Masse eines Fettes ist (also je mehr kurzkettige Fettsäuren enthalten sind), desto größer ist die Verseifungszahl. Praktisch handelt es sich um eine Rücktitration. Die Fettprobe wird im Überschuss mit ethanolischer Kalilauge unter Rückfluss erhitzt und die nicht verbrauchte KOH-Menge acidimetrisch durch Titration mit Salzsäure in Gegenwart eines Farbindikators bestimmt.

## Typische Verseifungszahlen verschiedener Substanzen
| Substanz                    | Verseifungszahl (mg KOH / g) | Verseifungszahl (mg KOH / g) |
| Substanz                    | von                          | bis                          |
| --------------------------- | ---------------------------- | ---------------------------- |
| Rosenöl                     | 008,0                        | 021,0                        |
| Bienenwachs                 | 070                          | 080                          |
| Chinawachs                  | 073                          | 093                          |
| Reiskleiewachs              | 075                          | 120                          |
| Rizinuswachs                | 175                          | 185                          |
| Rizinusöl                   | 186                          | 203                          |
| Brennnesselsamenöl          | 186,8                        | 186,8                        |
| Hagebuttenöl                | 189                          | 193                          |
| Kakaobutter                 | 194,0                        | 196,0                        |
| Myristinsäureisopropylester | 202                          | 212                          |
| Japanwachs                  | 206                          | 238                          |
| Butterschmalz               | 218                          | 235                          |

## Berechnungsbeispiele

C47H90O6 (Mol.-Masse 751,2) „benötigen“ 3 Mol KOH = 168300 mg. Für 1 g Fett werden 224 mg KOH benötigt. VZ = 224.
C51H98O6 (Mol.-Masse 807,3) „benötigen“ 3 Mol KOH = 168300 mg. Für 1 g Fett werden 209 mg KOH benötigt. VZ = 209.